# ГЕС Пасу-Реал
ГЕС Пасу-Реал (порт. Usina Hidrelétrica Passo Real) – гідроелектростанція на південному сході Бразилії у штаті Ріу-Гранді-ду-Сул. Знаходячись перед ГЕС Leonel de Moura Brizola, становить верхній ступінь каскаду на річці Жакуй, котра біля столиці провінції міста Порту-Алегрі впадає в лиман Гуаїба сполученого з Атлантичним океаном озера-лагуни Патус.
В межах проекту річку перекрили кам’яно-накидною греблею з глиняним ядром висотою 58 метрів та довжиною 715 метрів, яка утримує водосховище з площею поверхні 233,4 км2 (за іншими даними – 248,8 км2) та периметром 610 км.
У пригреблевому машинному залі встановили дві турбіни типу Каплан потужністю 82 МВт та 76 МВт, які при напорі у 41 метр забезпечують виробництво біля 0,6 млрд кВт-год електроенергії на рік.